# Gotarzès Ier
Gotarzès Ier ou Arsace IX Gotarzès Ier est un roi de Parthie ayant régné de 95 à 88 av. J.-C. ; il serait un petit-fils d'Arsace III Phriapetius.
Avant même la mort du vieux Mithridate II, il prend la tête d'un vaste mouvement de contestation et se proclame roi en contrôlant la Mésopotamie et une partie de la Médie. À la mort de Mithridate II, il s'empare au détriment du fils de ce dernier Orodès du titre d'« Arsace », équivalent chez les Romains à celui de César ou d'Auguste.
Les deux candidats au trône doivent de plus faire face à un compétiteur étranger en la personne de Tigrane II d'Arménie, qui récupère les « 70 vallées », occupe la rive gauche du Tigre, et dépouille l'Empire parthe de la Gordyène et de l'Adiabène avant de pénétrer en Médie. Il s'octroie enfin le titre de « Roi des Rois » vers 83 av. J.-C.
Gotarzès Ier disparaît de mort naturelle au moment où Orodès Ier s'apprête à lui disputer la Mésopotamie centrale.